# Хенриета Амалия фон Анхалт-Десау (1666–1726)
Хенриета Амалия фон Анхалт-Десау (на немски: Henriette Amalie von Anhalt-Dessau; * 26 август 1666, Клеве; † 18 април 1726, Диц) от род Аскани е принцеса от Анхалт-Десау и чрез женитба княгиня на Насау-Диц и от 1696 до 1707 г. регентка на за нейния син като щатхалтерка на Фризия, Гронинген и Дренте в Нидерландия.

## Живот
Тя е дъщеря на княз Йохан Георг II фон Анхалт-Десау и Хенриета Катарина фон Насау-Орания (1637 – 1708), дъщеря на княз Фредерик Хендрик Орански (1584 – 1647) и Амалия фон Золмс-Браунфелс (1602 – 1675).
Хенриета Амалия се омъжва на 26 ноември 1683 г. в Десау за нейния братовчед княз Хайнрих Казимир II фон Насау-Диц (1657 – 1696), щатхалтер на Фризия, Гронинген и Дренте в Нидерландия.
След смъртта на нейния съпруг тя става като регентка за нейния най-голям малолетен син Йохан Вилхелм Фризо, щатхалтерка на Фризия, Гронинген и Дренте.
Хенриета Амалия наследява от майка си значими нидерландски картини. Тя умира на 18 април 1726 г. на 59 години в дворец Ораниенщайн в Диц.

## Фамилия
Хенриета Амалия и Хайнрих Казимир II фон Насау-Диц имат девет деца:
- Вилхелм Георг Фризо (1684 – 1685), наследствен принц на Насау-Диц
- Хенриета Албертина (1686 – 1754)
- Йохан Вилхелм Фризо (1687 – 1711), щатхалтер на Фризия и Гронинген, женен за Мария Луиза фон Хесен-Касел (1688 – 1765)
- Мария Амалия (1689 – 1771)
- София Хедвиг (1690 – 1734), омъжена на 27 май 1708 (развод 2 юни 1710) за херцог Карл Леополд фон Мекленбург (1678 – 1747), син на Фридрих фон Мекленбург
- Изабела Шарлота (1692 – 1757), омъжена на 15 април 1725 за княз Христиан фон Насау-Диленбург (1688 – 1739), син на Хайнрих фон Насау-Диленбург (1641-1701)
- Йохана Агнес (1693 – 1765)
- Луиза Леополдина (1695 – 1758)
- Хенриета Казимира (1696 – 1738)